# 島根県道191号揖屋停車場線
島根県道191号揖屋停車場線（しまねけんどう191ごう いやていしゃじょうせん）は、島根県松江市を通る一般県道である。

## 概要
JR西日本山陰本線 揖屋駅から島根県道153号東出雲馬潟港線交点に至る。

### 路線データ
- 起点：松江市東出雲町揖屋（JR西日本山陰本線 揖屋駅前）
- 終点：松江市東出雲町錦新町5丁目（島根県道153号東出雲馬潟港線交点）

## 歴史
- 1966年（昭和41年）3月29日 - 島根県告示第423号により認定される。

前身は国道9号。改良により旧道化した道が本路線に移行した。
- 1972年（昭和47年）頃 - 現行の県道番号に変更される。

## 地理

### 通過する自治体
- 松江市

### 交差する道路
| 交差する道路                | 交差する場所        | 交差する場所 |
| --------------------------- | ------------------- | ------------ |
| 島根県道153号東出雲馬潟港線 | 東出雲町錦新町5丁目 | 終点         |

### 沿線
- JR西日本山陰本線 揖屋駅
- 松江市役所 東出雲支所
- アイパルテ